# Springeratus caledonicus
Springeratus caledonicus är en fiskart som först beskrevs av Sauvage, 1874.  Springeratus caledonicus ingår i släktet Springeratus och familjen Clinidae. Inga underarter finns listade i Catalogue of Life.